# 希腊街
希腊街（Greek Street）是位于伦敦蘇豪區的一条街道，其北端是苏豪广场，南端是沙夫茨伯里大街。希腊街上有诸多以各國飲食為主的餐馆。街上还有一些提供非法卖淫服务的场所。
希腊街得名于与之相邻的王冠街（Crown Street，该街如今已成为查令十字路西侧的一部分）上的一座建于1677年的希臘正教會教堂。在威廉·贺加斯的系列画作《一天內的四個時刻》（Four Times of the Day）中，题为“中午”（Noon）的那幅画里就有那座教堂。
尽管在18世纪以及18世纪前希腊街两旁就有一些房屋，但其外观在大体上看是19世纪的。
希腊街是1930年的电影《希臘街》的取景地。
在1971年的电影《硬漢》中，犯罪头目（理查德·伯顿饰演）曾建议在希腊街经营卖淫业。
1976年的英国电视剧《Rock Follies》中的插曲《热霓虹》（Hot Neon）的歌词是这样开头的：“她在床上痛苦地扭动/就在她这闷热的房间里/就在希腊街/她翻来覆去，她呜咽呻吟/她身上汗珠闪烁/丝绸床单上的污迹/她在梦想着…/热霓虹”。